# Плод
Вижте пояснителната страница за други значения на Плод.
В ботаниката плод (на латински: Fructus, – us) е узрелият яйчник, заедно със семената, на цъфтящото растение.
В ежедневната реч понятията са доста противоречиви. Когато плодовете на растенията се разглеждат като храна, думата плод обикновено се отнася само до сладките и месести плодове, например на сливата, ябълката или на портокала.
Много често срещани зеленчуци, а също така ядки и зърнени храни, са плодове на растенията от ботаническа гледна точка. Някои зеленчуци, които не се смятат за плодове в готварството, са плодове за ботаниката. Между тях са доматите, патладжаните и пипера. Други зеленчуци, които са плодове за ботаниката, като диня, тиква, пъпеш, се възприемат и от консуматора като плодове.
Срещат се и случаи, в които продукт, който се смята за „плод“ в кулинарията, не е плод в ботаническия смисъл – например ревенът, при който само стъблото (дръжката на листото) става за ядене.
Някои подправки като бахарът и индийското орехче също са плодове.
В търговските нормативи на Европейския съюз дори морковът се третира като плод. Плодовете в ЕС се облагат с по-голямо мито, а конфитюрът от моркови е популярен португалски продукт.
Терминът лъжлив плод понякога се използва за плод като смокинята (лъжлив плод-съплодие; вижте по-долу) или за растителна структура, която прилича на плод, но не се получава от цвят или цветове. Някои голосеменни растения като тиса имат месести арилуси, които приличат на плодове, а някои хвойни имат ягодообразни, месести шишарки.
При повечето плодове опрашването е жизненоважна част от плодовата култура и липсата на познания за опрашителите може да доведе до бедна или нискокачествена реколта. При някои видове плодът може да се развие без опрашване/оплождане. Този процес е познат като партенокарпия. Такива плодове нямат семена.

## Развитие на плода
След като яйцеклетката бъде оплодена в процес, познат като „опрашване“, яйчникът започва да расте. Венчелистчетата на цвета падат и яйцеклетката се развива в семе. Яйчникът оформя, в повечето случаи заедно с други части от цвета, структура, която обгръща семето или семената, която е плодът. Развитието на плода продължава до узряване на семената. При някои многосеменни плодове степента, в която се развива месестата част на плода е пропорционална на броя оплодени яйцеклетки.
Стената на плода, развила се от яйчниковата стена на цвета, се нарича „околоплодник“ (перикарп). Околоплодникът често има два или три слоя, наричани „екзокарп“ (външен слой, наричан също „епикарп“), „мезокарп“ (среден слой) и „ендокарп“ (вътрешен слой). При някои плодове, особено прости плодове, развити от прост яйчник, други части на цвета (като околоцветника/чашката, заедно с венчелистчетата, чашелистчетата и тичинките) се сливат с яйчника и узряват с него. Когато такива части от цвета са значителна част от плода, той се нарича лъжлив плод. Тъй като други части могат да допринесат към структурата на плода, е важно тя да се изследва, за да се разбере как даден плод се е формирал.
Плодовете са толкова различни по форма и развитие, че е трудно да се направи схема за класификация, която включва всички познати плодове. Ще бъде показано, че много познати термини за семена и плодова се използват неправилно, което усложнява разбирането на терминологията. Семената са узрели яйцеклетки. Плодовете са узрели плодници, които съдържат семената. Към тези две основни дефиниции може да се добави пояснението, че в ботаническата терминология „орех“ е вид плод, а не друго наименование за семе.
Има три основни типа плодове:
1. Прост плод
2. Сложен плод
3. Съплодие

### Прост плод
Простите плодове могат да бъдат сухи или месести и се получават от узряване на прост или сложен яйчник, но само с един плодник. Сухите плодове могат да бъдат разпръскващи (отварящи се, за да изхвърлят семената) или неразпръскващи (не се разтварят за изхвърляне на семената). Видове сухи прости плодове (с примери) са:
- семка – слънчоглед, глухарче, лайка, цикория и всички сложноцветни растения
- кутийка – лале, татул, блян (черна попадийка), чемерика и др.
- зърно – пшеница, ечемик, пирей, овес
- костилков плод – кокосов орех, бадем и др.
- шушулка – млечка, сива турия, бял синап, дива ряпа, сортовете зеле
- боб – грах, фасул, фъстък, див рожков, комунига
- орех – лешник, орех, бук, дъб
- крилатка – бряст, ясен, клен, драка
- шизокарп (разпадливо орехче) – морков, слез, жълта мъртва коприва
- силик (шушулчица) – репичка, овчарска торбичка, родилна трева
- мехунка – ралица

Плодове, при които целия околоплодник (плодната стена) или част от него е месеста в състояние на зрялост, са прости месести плодове. Видове месести прости плодове (с примери) са:
- ягода – домат, беладона, залист, момина сълза, зайча сянка
- костилков плод – слива, череша, праскова, маслина
- лъжлива ягода – лъжливи плодове (банан, червена боровинка)
- ябълковиден – лъжливи плодове ябълка, круша, шипка
- ягодовидни плодове – два типа:
  - лимонови – лимон, грейпфрут, портокал, мандарина
  - тиквови – тиква, пъпеш, диня, краставица

### Сложен плод
Сложният плод се развива от цвят с много прости плодници. Такава е например малината, чиито прости плодове са като костилкови плодчета, прикачени към чашката. При някои подобни плодове като къпината, чашката е удължена и е част от узрелия плод, което я прави лъжлив сложен плод. Ягодата също е лъжлив сложен плод, но при нея семената се съдържат в семки. При всички тези примери плодът се развива от един цвят с много плодници.
Обобщено казано видовете сложни (сборни) плодове са:
1. Сборни орехчета – ягода, лютиче и други;
2. Сборни костилки – къпина, малина и други;
3. Сборни мехунки – кукуряк, майски сняг и други.

### Съплодие
Съплодието се получава от група цветове (съцветие). Всеки цвят ражда един плод, но плодовете узряват в обща маса. Примери са ананасът, смокинята, черницата и плодът на хлебното дърво.

## Разпръскване на семената
Плодовете са растителни структури, чиито модификации до голяма степен са свързани с разпръскването на семената, които те съдържат.
Някои плодове имат обвивки, покрити с бодли или кукички, за да се предпазят от поглъщане от животни или за да полепват по козината на животните, използвайки ги за разпространители. Други плодове са естествено удължени и сплескани така, че стават тънки като криле или перки на хеликоптер. Това е еволюционен механизъм за увеличаване на разстоянието на разпространение.

## Използване

### Храна
Стотици плодове, например ябълка, круша, слива, диня, имат стопанско значение като храна за хората. Те се ядат сурови или във вид на конфитюр, мармалад и други. Много от използваните за храна зеленчуци от ботаническа гледна точка също са плодове – домат, пипер, патладжан, бамя, тиква, краставица.
Плодовете са също изходен материал за производство на сладки, плодово кисело мляко, сладолед, торти и много други. От някои плодове се приготвят плодови сокове или алкохолни напитки, като вино и ракия. Плодовете на маслината се използват за приготвяне на зехтин. От ябълките се произвежда и оцет, а други подправки, като ванилия, червен пипер, бахар, черен пипер, също се извличат от плодове.

### За нехранителни цели
Освен като храна, плодовете могат да се използват и за други цели. Изсушени плодове се използват като декоративни елементи, самостоятелно или в съчетание с изсушени цветя. От плодовете на опиумния мак се получава опиум, продукт, съдържащ наркотичните вещества морфин и кодеин. Плодовете на маклурата се използват за борба с хлебарките, а тези на растенията от рода Myrica – за извличане на восък за свещи.
Много плодове, като орех, шмак, череша, черница, съдържат естествени оцветители. Изсушените кратуни служат за съдове, за украса или за музикални инструменти. От кокосовите влакна се изготвят въжета, дюшеци, четки, подови настилки, съдове и други.

## Болести при плодовете
При плодовете се срещат следните няколко вида болести:
1. Мокро гниене – представлява ензимно разграждане на междуклетъчните ламели.
2. Сухо гниене – плодовете са сбръчкани с куха вътрешност, поради което са леки.
3. Сърцевидно гниене – централната част на семковите плодове е разрушена, придобива кафяв цвят.
4. Горчиво гниене – заразяването на плодовете става преди брането им, а заболяването се проявява през периода на съхраняването.
5. Кафяво гниене – заразяването се предава от плод на плод, като се засягат предимно семкови и костилкови плодове. Поразените участъци са меки, от начало светли, а по-късно стават тъмно кафяви.
6. Зелено гниене – често се среща при семковите зрели плодове, съхранявани продължително време.
7. Сиво гниене – когато има пряк контакт, заразените плодове бързо заразяват здравите.
8. Фитофтора – развива се на различни места по повърхността на плодовете. Заразените места придобиват черно кафяв цвят и стават леко воднисти.

За предпазване от микробни вредители се извършва химична обработка на плодовете. Съзряването на плодовете, растежът и развитието на микроорганизмите в складовете могат да се забавят чрез повишаване на концентрацията на въглероден диоксид и понижаване тази на кислород.